# Rien sur Robert
Pour plus de détails, voir Fiche technique et Distribution.
Rien sur Robert est un film français réalisé par Pascal Bonitzer, sorti en 1999.

## Synopsis
Didier voit sa vie basculer après une dispute avec son amie Juliette et l'écriture d'une critique sur un film qu'il n'a pas vu. Juliette le quitte et il rencontre Aurélie, une jeune fille étrange.

## Fiche technique
- Titre : Rien sur Robert
- Réalisation : Pascal Bonitzer
- Scénario : Pascal Bonitzer
- Musique : Bruno Fontaine
- Photographie : Christophe Pollock
- Montage : Suzanne Koch
- Production : Philippe Liégeois et Jean-Michel Rey
- Société de production : Rézo Films, Assise Productions, France 2 Cinéma, Canal+ et Iris Group
- Pays :  France
- Genre : comédie dramatique
- Durée : 107 minutes
- Dates de sortie : 
  - France : 24 février 1999

## Distribution
- Fabrice Luchini : Didier Temple
- Sandrine Kiberlain : Juliette Sauvage
- Valentina Cervi : Aurélie Coquille
- Laurent Lucas : Jérôme Sauveur
- Nathalie Boutefeu : Violaine Rachat
- Édouard Baer : Alain de Xantras
- Denis Podalydès : Martin
- Michel Piccoli : Ariel Chatwick-West, l'oncle de Martin
- Violetta Sanchez : Ariane Morgenstern
- Wilfred Benaïche : Igor
- Marilú Marini : Ana, la mère d'Aurélie
- Bernadette Lafont : Mme Sauvage, la mère de Juliette
- Micheline Boudet : Mme Temple, la mère de Didier
- Alexis Nitzer : M. Temple, le père de Didier
- Dimitri Rataud : Arthur Temple, le frère de Didier
- Patricia Dinev : la chanteuse

## Réception critique
Quinze ans après sa sortie, le site Allocine.fr donne une note de 3,8/5 pour 18 critiques professionnels.
On note également diverses critiques : 

« Le deuxième film de Pascal Bonitzer cite Robert Desnos sans renoncer à lorgner du côté de Woody Allen. »

— Jacques Mandelbaum[réf. nécessaire]

« Les dialogues sont brillants, l'action vissée comme il faut, même si l'on se prend à regretter que l'émotion ne soit pas plus au rendez-vous. Mais le tout est tellement acide et drôle qu'il serait stupide de bouder son plaisir. »

— Françoise Maupin[réf. nécessaire]

« Le film le plus ennuyeux qu'on ait vu depuis des années. »

— Louis Skorecki

## Analyses
- L'élément d'intrigue concernant la critique écrite sur un film non-vu fait référence à la polémique lancée en 1995 par Alain Finkielkraut et soutenue par Bernard Henri-Lévy contre le film Underground d'Emir Kusturica, qu'aucun des deux polémistes n'avait alors vu[2].
- Pour le professeur de droit Serge Sur, Robert est Dieu. Car lorsque le personnage va dans la librairie Compagnie et qu'il demande un livre, la libraire lui dit : « Nous n'avons rien sur Desnos ». Or le prénom de Desnos est Robert et dans Desnos on peut décoder Deus noster. Pascal Bonitzer a répondu au courrier de Serge Sur en confirmant son interprétation[3].